# 芭比娃娃 (歌曲)
芭比娃娃是由挪威-丹麥的流行舞曲樂團水叮噹創作的歌曲，發行於1997年5月。這個歌曲收錄於專輯《水瓶座》中，詞曲由克勞斯·羅林（Claus Norreen）和索倫·瑞斯德（Søren Rasted）創作，並由強尼·賈姆、諾琳和瑞斯德製作。音樂錄影帶由琳恩·尼斯壯（Lene Nystrøm）扮演芭比娃娃，雷納·狄夫（René Dif）扮演肯尼。
這首歌是水叮噹最受歡迎的單曲，全球排行榜上名列前茅。它在樂團的發源地丹麥排名第二，成功獲得澳洲、比利时、法國、德國、愛爾蘭、荷蘭、紐西蘭、挪威、蘇格蘭、瑞典、瑞士和英國等地冠軍，它在美國《告示牌》Billboard Hot 100上排名第七，也在該榜上唯一進入前20名的單曲。芭比娃娃榮獲多國唱片認證，還在2001年參與2001年歐洲歌唱大賽中場表演。本作也成為爭議性的美泰兒告MCA唱片訴訟的主題。

## 製作與發行
芭比娃娃由克勞斯·羅林和索倫·瑞斯德創作，強尼·賈姆、諾琳和瑞斯德共同製作，歌曲時長3分16秒，每分鐘120拍以升c小調創作，其演唱音域位在B3至C♯5之間。歌詞關於美泰兒製造的娃娃以及。其靈感來自瑞斯德在丹麥看到的媚俗文化展覽，其中包括芭比娃娃。紐西蘭媒體稱其為泡泡糖流行舞曲，官方榜单公司則稱奇新奇歌曲，而AllMusic的編輯史蒂芬·托馬斯·艾爾維恩形容歌曲為歡快又詭異的歐陸舞曲。
歌曲於1997年4月通過丹麥環球音樂發行，隔月14日面向全歐發行。8月，MCA唱片將歌曲派送至美國電台，並推行12吋黑膠、卡式錄音帶與CD單曲。再傳出华纳兄弟將推出改編電影後，有粉絲希望歌曲能出現在電影，但琳恩·尼斯壯的经纪人乌尔里希·穆勒-约根森（Ulrich Møller-Jørgensen）表示歌曲並不會出現。最終，本作以重新編曲形式出現在妮琪·米娜和冰辣妹的作品芭比國度中，於2023年6月23日發行。

## 專業評價
芭比娃娃獲得媒體盛讚。AllMusic的編輯史蒂芬·托馬斯·艾爾維恩表示雖然美泰兒不像大眾那麼喜歡這首歌，但它宣揚女性主義和芭比娃娃的精神無疑成為了一種流行文化現象。將其譽為年度最佳新奇歌曲，並稱芭比娃娃是首需要動手術才能從腦中清除的卡通歌曲。《爱尔兰时报》的凱文·寇特尼（Kevin Courtney）和英國雜誌《Music Week》均評為本週最佳單曲。前者稱本作是薇格菲爾望塵莫及的存在，這支斯堪的纳维亚樂隊用完美的旋律讓我流連在舞池中；後者給予歌曲滿分5分，並評論說道：「芭比娃娃並不是首呆版的歐陸流行歌曲，相反，它活潑且諷刺的歌詞和強大的感染力無不展現它青春洋溢的活力」。
VH1評選為百大One-Hit Wonders之一，内幕公司將這首朗朗上口的可愛歌曲評選為90年代最佳歌曲之一，BuzzFeed則選其為90年代最佳舞曲之一。

## 商業成績
歌曲首週空降挪威VG-lista單曲榜亞軍，接著連續兩週蟬聯排行榜冠軍。雖然它僅排在丹麥第2和芬蘭第3，但順利拿下瑞典最熱榜冠軍，是當年瑞典排名第5的熱門單曲。芭比娃娃分別獲頒國際唱片業協會丹麥分會白金唱片認證、國際唱片業協會挪威分會雙白金唱片認證以及瑞典唱片業協會三白金唱片認證。不只北歐表現不俗，芭比娃娃在歐洲其他國家表現亮眼。它最高登上European Hot 100 Singles亞軍，順利獲得比利时、法國、德國、愛爾蘭、荷蘭、蘇格蘭、瑞士和英國等地冠軍，累積獲得8國黃金和白金唱片認證。
芭比娃娃也成功拿下澳洲和紐西蘭冠軍，是該國1997年第2和第49名熱門歌曲。歌曲獲頒澳大利亚唱片业协会三白金唱片認證和當時舊稱為紐西蘭唱片業協會的白金唱片認證。在美國，歌曲在《告示牌》Billboard Hot 100上最高排名第7，是當年第94名的熱門歌曲。據美國唱片業協會認證，歌曲以實體和串流等價銷售超過3000萬獲得三白金唱片認證。2023年，由於電影的熱潮，歌曲重新進入大眾視野，它登上《告示牌》Billboard Global 200排行第77名。

## 音樂錄影帶
本作的音樂錄影帶由丹麥導演佩德爾·佩德森（Peder Pedersen）、彼得·斯滕贝克（Peter Stenbæk）共同執導，團隊在2010年將影片上傳至YouTube。影片描繪著樂團成員在芭比世界發生的一切，琳恩·尼斯壯飾演芭比娃娃，而雷納·狄夫則扮演芭比的男朋友肯尼。正如專輯包裝背面的說明：「歌曲〈Barbie Girl〉是一種社會評論，不是由娃娃製造商創作或批准的」，歌曲和影片調侃了90年代的消費主義、整形手術和性别角色。
影片反響熱烈。在美國，影片奪得The Box點閱冠軍，YouTube上的累積觀看次數更是突破百萬。芭比娃娃的公司美泰兒自然注意到這首歌，對於其侵犯版權的行為以及性化歌詞和音樂錄影帶提起訴訟，經過多次法庭爭辯後，最後在2002年7月被法院駁回不予受理。

## 曲目列表
| - 丹麥、歐洲CD及卡式錄音帶 1. "Barbie Girl" (radio edit) – 3:16 2. "Barbie Girl" (extended version) – 5:14 - 英國CD1 1. "Barbie Girl" (radio edit) – 3:16 2. "Barbie Girl" (extended version) – 5:14 3. "Barbie Girl" (Perky Park club mix) – 6:13 4. "Barbie Girl" (Spikes Anatomically Correct dub) – 7:55 - 英國CD2 1. "Barbie Girl" (CD-ROM video) 2. "Barbie Girl" (radio edit) 3. "Barbie Girl" (Dirty Rotten Scoundrels 12-inch G-String mix) 4. "Barbie Girl" (Dirty Rotten Peroxide radio mix) - 美國CD及卡式錄音帶 1. "Barbie Girl" (radio edit) – 3:16 | - 美加澳洲加大單曲 1. "Barbie Girl" (radio edit) – 3:16 2. "Barbie Girl" (Spike's Plastic mix) – 8:44 3. "Barbie Girl" (Spike's Anatomically Correct dub) – 7:55 4. "Barbie Girl" (extended version) – 5:14 - 美國12吋黑膠 A1. "Barbie Girl" (Spike's Plastic mix) – 8:44 A2. "Barbie Girl" (radio edit) – 3:16 B1. "Barbie Girl" (Spike's Anatomically Correct dub) – 7:55 B2. "Barbie Girl" (extended version) – 5:14 - 混音數位下載 1. "Barbie Girl" (Tiësto remix) – 2:35 2. "Barbie Girl" – 3:17 |

## 參與名單
來源：單曲和《水瓶座》專輯內頁
- 克勞斯·羅林（Claus Norreen） – 詞曲創作、執行、製作、編曲、混音
- 琳恩·尼斯壯（Lene Nystrøm） – 詞曲創作、人聲
- 雷納·狄夫（René Dif） – 詞曲創作、人聲
- 索倫·瑞斯德（Søren Rasted） – 詞曲創作、執行、製作、編曲、混音
- 费奥多尔·厄森哈维（Fjodor Øxenhave） – 妝髮
- 比亚纳·林德格林（Bjarne Lindgreen） – 造型
- 彼得·斯滕贝克（Peter Stenbæk） – 美術
- 罗宾·斯科尔伯格（Robin Skoldborg） – 攝影
- 強尼·賈姆（Johnny Jam） – 製作、編曲、混音
- – 製作、編曲、混音

## 榜單表現
| 排行榜（1997年）                      | 排名 |
| ------------------------------------- | ---- |
| 澳洲（澳大利亚唱片业协会單曲榜）      | 1    |
| 奧地利（Ö3四十強單曲榜）              | 2    |
| 比利时佛兰德（Ultratop單曲榜）        | 1    |
| 比利時瓦隆（Ultratop單曲榜）          | 1    |
| 加拿大（《RPM》熱門單曲榜）           | 4    |
| 加拿大（《RPM》舞曲/城市榜）          | 1    |
| 加拿大（尼爾森音樂統計加拿大单曲榜）  | 2    |
| 丹麥（國際唱片業協會丹麥分會）        | 2    |
| 歐洲（European Hot 100 Singles）      | 2    |
| 芬蘭（芬蘭官方單曲榜）                | 3    |
| 法國（法國唱片出版業公會單曲榜）      | 1    |
| 德國（德國官方單曲榜）                | 1    |
| 匈牙利（匈牙利录音制品制作者协会）    | 4    |
| 愛爾蘭（愛爾蘭唱片音樂協會单曲榜）    | 1    |
| 義大利（意大利音乐产业联盟）          | 2    |
| 荷蘭（荷蘭四十強單曲榜）              | 1    |
| 荷蘭（百大單曲榜）                    | 2    |
| 紐西蘭（紐西蘭唱片業協會單曲榜）      | 1    |
| 挪威（世道單曲榜）                    | 1    |
| 蘇格蘭（官方榜单公司單曲榜）          | 1    |
| 西班牙（西班牙音像製品協會）          | 2    |
| 瑞典（瑞典最熱榜）                    | 1    |
| 瑞士（瑞士热门音乐榜）                | 1    |
| 英國（官方榜单公司單曲榜）            | 1    |
| 美國（Billboard Hot 100）             | 7    |
| 美國（《告示牌》Dance Club Songs）    | 21   |
| 美國（《告示牌》Dance Singles Sales） | 2    |
| 美國（《告示牌》Pop Songs）           | 15   |
| 美國（《告示牌》Rhythmic Songs）      | 8    |
| 排行榜（2023年）                      | 排名 |
| 全球（Billboard Global 200）          | 77   |

| 排行榜（1997年）                 | 排名 |
| -------------------------------- | ---- |
| 澳洲（澳大利亚唱片业协会單曲榜） | 2    |
| 奧地利（Ö3四十強單曲榜）         | 11   |
| 比利时佛兰德（Ultratop單曲榜）   | 67   |
| 比利時瓦隆（Ultratop單曲榜）     | 5    |
| 加拿大（《RPM》熱門單曲榜）      | 67   |
| 加拿大（《RPM》舞曲/城市榜）     | 5    |
| 法國（法國唱片出版業公會）       | 5    |
| 德國（德國官方單曲榜）           | 8    |
| 冰島（Íslenski Listinn Topp 40） | 99   |
| 荷蘭（荷蘭四十強單曲榜）         | 3    |
| 荷蘭（百大單曲榜）               | 4    |
| 新西兰（紐西蘭唱片業協會单曲榜） | 49   |
| 羅馬尼亞（Romanian Top 100）     | 19   |
| 瑞典（瑞典最熱榜）               | 5    |
| 瑞士（瑞士熱門音樂榜）           | 34   |
| 英國（官方榜單公司單曲榜）       | 2    |
| 美國（Billboard Hot 100）        | 94   |
| 排行榜（1998年）                 | 排名 |
| 法國（法國唱片出版業公會）       | 33   |
| 德國（德國官方單曲榜）           | 45   |
| 荷蘭（百大單曲榜）               | 96   |
| 瑞士（瑞士熱門音樂榜）           | 19   |

| 排行榜（1990－99年）           | 排名 |
| ------------------------------ | ---- |
| 比利时佛兰德（Ultratop單曲榜） | 2    |

| 排行榜                         | 排名 |
| ------------------------------ | ---- |
| 比利时佛兰德（Ultratop單曲榜） | 8    |
| 英國（官方榜单公司單曲榜）     | 16   |

## 銷量認證
| 國家或地區                                                               | 認證    | 認證單位/銷量 |
| ------------------------------------------------------------------------ | ------- | ------------- |
| 澳洲（澳大利亚唱片业协会）                                               | 3× 白金 | 210,000^      |
| 奧地利（國際唱片業協會奧地利分會）                                       | 白金    | 100.000*      |
| 比利時（比利時娛樂協會）                                                 | 4× 白金 | 200,000*      |
| 丹麥（國際唱片業協會丹麥分會）                                           | 白金    | 90,000‡       |
| 法國（法國唱片出版業公會）                                               | 鑽石    | 750,000*      |
| 德國（聯邦音樂產業協會）                                                 | 白金    | 500,000‡      |
| 義大利                                                                   |         | 100,000       |
| 義大利（義大利音樂產業聯盟） 自2009年以來                                | 金      | 35,000‡       |
| 荷蘭（荷蘭音像製品製作與進口協會）                                       | 白金    | 75,000^       |
| 新西兰（紐西蘭唱片業協會）                                               | 白金    | 10,000*       |
| 挪威（國際唱片業協會挪威分會）                                           | 2× 白金 | 20,000*       |
| 瑞典（瑞典唱片業協會）                                                   | 3× 白金 | 90,000^       |
| 瑞士（國際唱片業協會瑞士分會）                                           | 白金    | 50,000^       |
| 英國（英国唱片业协会）                                                   | 3× 白金 | 1,840,000     |
| 美國（美國唱片業協會）                                                   | 3× 白金 | 3,000,000‡    |
| 總計                                                                     |         |               |
| 全球                                                                     |         | 8,000,000     |
| - *僅含認證的實際銷量 - ^僅含認證的出貨量 - ‡僅含認證的串流媒體+實際銷量 |         |               |